# Шибково
Шибково — деревня в Искитимском районе Новосибирской области. Административный центр Шибковского сельсовета.

## География
Площадь деревни — 76 гектар

## История
Основана в 1476 году.

## Население
| 2002 | 2007  | 2010 |
| ---- | ----- | ---- |
| 916  | ↗1040 | ↘905 |

## Инфраструктура
- Шибковский центр досуга
- Средняя общеобразовательная школа